# Licenza MIT
La Licenza MIT (MIT License in inglese) è una licenza di software libero creata dal Massachusetts Institute of Technology (MIT).

## Caratteristiche
È una licenza permissiva, cioè permette il riutilizzo nel software proprietario sotto la condizione che la licenza sia distribuita con tale software. È anche una licenza GPL-compatibile, cioè la GPL permette di combinare e ridistribuire tale software con altro che usa la licenza MIT.
Secondo la Free Software Foundation, sarebbe più accurato chiamare la licenza MIT col nome Expat, dato che il MIT ha utilizzato molte licenze per il software e poiché la bozza è stata inizialmente concepita per X Window System.

## Testo della licenza
Questo è il testo della licenza:
```
Copyright (c) <year> <copyright holders>

Permission is hereby granted, free of charge, to any person
obtaining a copy of this software and associated documentation
files (the "Software"), to deal in the Software without
restriction, including without limitation the rights to use,
copy, modify, merge, publish, distribute, sublicense, and/or sell
copies of the Software, and to permit persons to whom the
Software is furnished to do so, subject to the following
conditions:

The above copyright notice and this permission notice shall be
included in all copies or substantial portions of the Software.

THE SOFTWARE IS PROVIDED "AS IS", WITHOUT WARRANTY OF ANY KIND,
EXPRESS OR IMPLIED, INCLUDING BUT NOT LIMITED TO THE WARRANTIES
OF MERCHANTABILITY, FITNESS FOR A PARTICULAR PURPOSE AND
NONINFRINGEMENT. IN NO EVENT SHALL THE AUTHORS OR COPYRIGHT
HOLDERS BE LIABLE FOR ANY CLAIM, DAMAGES OR OTHER LIABILITY,
WHETHER IN AN ACTION OF CONTRACT, TORT OR OTHERWISE, ARISING
FROM, OUT OF OR IN CONNECTION WITH THE SOFTWARE OR THE USE OR
OTHER DEALINGS IN THE SOFTWARE.
```

## Versioni modificate della licenza
La licenza può essere modificata adattandosi alle varie esigenze. Per esempio, la Free Software Foundation ha deciso nel 1998 di utilizzare una Licenza MIT modificata per ncurses, aggiungendo questa clausola:
Il XFree86 Project utilizza una Licenza MIT modificata dalla versione XFree86 in avanti. La licenza include una clausola che richiede l'attribuzione nella documentazione software. La Free Software Foundation sostiene che questa aggiunta è incompatibile con la versione 2 della GPL, ma compatibile con la versione 3.

## Raffronto con altre licenze
La Licenza MIT è simile alla Licenza BSD "modificata" 3-clause (3 clausole), tranne per il fatto che la Licenza BSD contiene una nota che proibisce l'utilizzo del nome del detentore del copyright per la promozione. Questo è talvolta presente in versioni modificate della Licenza MIT, come è stato detto precedentemente.
La licenza BSD originale include anche una clausola dove richiede che in tutta la pubblicità del software ci sia una nota per citare gli autori. Questa clausola pubblicitaria (dato che è stata bocciata da UC Berkeley) è presente soltanto nella Licenza MIT modificata utilizzata per XFree86.
La Licenza MIT dichiara in modo più esplicito i diritti dati all'utente finale, incluso il diritto di utilizzare, copiare, modificare, incorporare, pubblicare, distribuire, sotto-licenziare, e/o vendere il software.
Una licenza in stile BSD a due clausole, si può trovare in software come il WebKit dell'Apple Inc. (sebbene gran parte del WebKit sia sotto LGPL) è essenzialmente identica alla Licenza MIT, dato che non contiene clausole riguardo alla pubblicità.
Anche simile nei contenuti è la Licenza ISC, che utilizza un linguaggio più semplice.
La University of Illinois/NCSA Open Source License combina i testi delle Licenze MIT e BSD; il disclaimer della licenza è preso dalla Licenza MIT.

## Software pubblicati
Tra i Software che utilizzano la licenza MIT possiamo trovare Expat, PuTTY, Bitmessage, le librerie della piattaforma di sviluppo di Mono, Ruby on Rails, Twisted, Lua dalla versione 5.0 in avanti e il X Window System, per il quale è stata scritta la licenza.
Liquid Feedback, principale software per attuare una Democrazia liquida, è distribuito proprio con questa licenza.
Altri software hanno una doppia licenza, tra cui la Licenza MIT, come le librerie JavaScript jQuery, che sono licenziate sia sotto MIT che GNU General Public License e le librerie JavaScript ExtJS che licenziano sotto MIT le librerie base ma richiedono una licenza proprietaria per parti della libreria che vengono usate in applicazioni a sorgente chiuso, o ancora come le versioni più vecchie della libreria cURL, che permetteva agli utilizzatori di scegliere tra la Mozilla Public License o la MIT License.